# Плебисцит по вопросу о разделе Северо-Западных территорий (1982)
Плебисцит по вопросу о разделе Северо-Западных территорий — плебисцит, проведённый 14 апреля 1982 года на Северо-Западных территориях (Канада), первый плебисцит в их истории. Его итоги привели, в конечном счёте, к разделу Северо-Западных территорий и созданию в 1999 году на их восточной части территории Нунавут

## Предыстория
Этот плебисцит стал итогом почти двадцатипятилетних дебатов о разделе Северо-Западных территорий и создании отдельной административной единицы на землях, населённых инуитами как на федеральном, так и на территориальном уровнях. Ещё в 1963 году в Палату общин Канады был внесен законопроект о разделе территории, но он так и не был принят в качестве закона. В 1966 году Комиссия Карротерса опубликовала доклад, в котором говорилось, что раздел Северо-Западных территорий не отвечает их интересам в краткосрочной перспективе.
На выборах 1967 года одержали победу противники раздела, после чего вопрос о нём какое-то время не поднимался. Только в конце 1970-х — начале 1980-х годов он был поднят вновь: на этот раз сторонникам раздела удалось добиться проведения референдума.

## Результаты
Считаете ли вы необходимым раздел Северо-Западных территорий?
Оригинальный текст (англ.)Do you think the Northwest Territories should be divided?

| Вариант ответа                       | Голосов | %     |
| ------------------------------------ | ------- | ----- |
| Да                                   | 5586    | 56,48 |
| Нет                                  | 4304    | 43,52 |
| Недействительные / пустые бюллетени  | 156     | -     |
| Всего                                | 10046   | 100   |
| Зарегистрированные избиратели / явка | 18957   | 52,99 |
| Источник: Direct Democracy           |         |       |

## Последствия
Законодательное собрание Северо-Западных территорий признало результаты плебисцита. Признало их и федеральное правительство, которое выдвинуло для их реализации следующие условия:
- Население Северо-Западных территорий и в дальнейшем будет поддерживать их разделение (если на новом референдуме жители выступили бы против раздела, то реализация итогов этого плебисцита прекращалась)
- Все заинтересованные стороны (и правительство Северо-Западных территорий, и инуиты) придут к консенсусу по поводу границы между СЗТ и новой инуитской территорией;
- Все заинтересованные стороны договорятся о разделении полномочий между ними, а также об урегулировании земельных претензий.

В 1992 году прошёл референдум о создании новой инуитской территории, получившей имя Нунавут. По итогам этого референдума было принято Соглашение о разделе земли в Нунавуте, установившее границу Нунавута и СЗТ. В 1999 году Нунавут окончательно отделился от СЗТ и стал новой территорией Канады.